# Innamoramento
Innamoramento е петият студиен албум на певицата Милен Фармер, издаден на 7 април 1999 година от музикалната компания Polydor Records. Първият сингъл от албума – L'Âme-stram-gram, излиза на 9 март същата година – почти един месец преди издаването на албума. След него сингли стават песните Je te rends ton amour, Souviens-toi du jour, Optimistique-moi и Innamoramento.

## Песни
Всички текстове са написани от Милен, а музиката – от продуцента ѝ Лоран Бутона. Изключение правят песните Pas le temps de vivre, Méfie-toi, Optimistique-moi, Serais-tu là ? и Et si viellir m'était conté, чиито текст и музика са на Милен.
| Innamoramento, 1999 | Innamoramento, 1999         | Innamoramento, 1999                        | 64:34 |
| #                   | Заглавие на песента         | Автор(и)                                   | Време |
| 1.                  | L'Amour naissant            | Текст: Милен Фармер. Музика: Лоран Бутона. | 4:59  |
| 2.                  | L'Âme-stram-gram            | Текст: Милен Фармер. Музика: Лоран Бутона. | 4:19  |
| 3.                  | Pas le temps de vivre       | Текст: Милен Фармер. Музика: Милен Фармер. | 5:12  |
| 4.                  | Dessine-moi un mouton       | Текст: Милен Фармер. Музика: Лоран Бутона. | 4:34  |
| 5.                  | Je te rends ton amour       | Текст: Милен Фармер. Музика: Лоран Бутона. | 5:09  |
| 6.                  | Méfie-toi                   | Текст: Милен Фармер. Музика: Милен Фармер. | 5:25  |
| 7.                  | Innamoramento               | Текст: Милен Фармер. Музика: Лоран Бутона. | 5:20  |
| 8.                  | Optimistique-moi            | Текст: Милен Фармер. Музика: Милен Фармер. | 4:19  |
| 9.                  | Serais-tu là ?              | Текст: Милен Фармер. Музика: Милен Фармер. | 4:40  |
| 10.                 | Consentement                | Текст: Милен Фармер. Музика: Лоран Бутона. | 4:35  |
| 11.                 | Et si viellir m'était conté | Текст: Милен Фармер. Музика: Милен Фармер. | 4:50  |
| 12.                 | Souviens-toi du jour        | Текст: Милен Фармер. Музика: Лоран Бутона. | 4:55  |
| 13.                 | Mylenium (инструментал)     | Музика: Лоран Бутона.                      | 5:20  |